# 北海道道310号花咲港線
北海道道310号花咲港線（ほっかいどうどう310ごう はなさきこうせん）は、北海道根室市内を結ぶ一般道道である。

## 概要

### 路線データ
- 起点：北海道根室市花咲港（重要港湾根室港花咲港区）
- 終点：北海道根室市幸町1丁目（国道44号交点）
- 実延長：5.3km

## 歴史
- 1957年（昭和32年）7月25日 - 277号として路線認定[1]。
- 1994年（平成6年）10月1日 - 路線番号を310号に変更[2]。

## 地理

### 通過する自治体
- 根室振興局
  - 根室市

### 主な接続道路
根室市
- 国道44号 - 幸町1丁目（終点）
- 北海道道35号根室半島線 - 幸町1丁目（終点）
- 北海道道313号根室港線 - 幸町1丁目（終点）